# Junglinster
Junglinster (luxemburgiska: Jonglënster) är en kommun och en stad i centrala Luxemburg. Kommunen ligger i kantonen Grevenmacher. Den hade år 2017, 7 537 invånare. Arean är 55 kvadratkilometer.